# Маджари (квартал)
Вижте пояснителната страница за други значения на Маджари.
Маджари (на македонска литературна норма: Маџари) е квартал на Скопие, столицата на Северна Македония, разположен в най-източната част на града.

## История
Край Маджари е открито неолитно селище.
В края на XIX век Маджари е село в Скопска каза на Османската империя. Според статистиката на Васил Кънчов („Македония. Етнография и статистика“) към 1900 година в Маджари живеят 120 българи християни.
В началото на XX век цялото християнско население на селото е под върховенството на Българската екзархия. По данни на секретаря на екзархията Димитър Мишев („La Macédoine et sa Population Chrétienne“) в 1905 година в Маджари има 128 българи екзархисти.
След Междусъюзническата война в 1913 година селото влиза в границите на Сърбия и в наследилата я след Първата световна война Югославия и е прекръстено на Душановац. в рамките на държавната политика за колонизиране на Вардарска Македония в Душановац е създадена колония, заселена предимно с херцеговинци.
В 1925 година на мястото на стара паянтова църква е изграден храмът „Свети Спас“. В 1992 година храмът започва да се строи наново из основи.
На етническата си карта от 1927 година Леонард Шулце Йена показва Маджарлик (Madžarlik) като село с неясен етнически състав.
Според преброяването от 2002 година Маджари има 12 874 жители.
| Националност     | Всичко |
| северномакедонци | 11 245 |
| албанци          | 199    |
| турци            | 111    |
| роми             | 477    |
| власи            | 62     |
| сърби            | 440    |
| бошняци          | 169    |
| други            | 171    |

## Спорт
Футболният клуб на Маджари е ФК „Маджари Солидарност“, който играе на кварталния стадион „Борис Трайковски“. Клубът е основан в 1992 година и в сезон 2007/2008 се състезава във Втора македонска дивизия.

## Галерия
- SOS детско селище в Маджари
- Църквата „Възнесение Христово“
- Възстановка на неолитното селище Тумба.
- Изграждане на къщи в Маджари след Скопското земетресение

## Личности
Родени в Маджари
- Гьоре Китинчев, български общественик и политик
- Петре Цветков, български революционер от ВМОРО, четник на Васил Аджаларски[7]